# Sjaak Roggeveen
Sjaak Roggeveen (né le 5 octobre 1942 à Rotterdam aux Pays-Bas) est un ancien joueur international de football néerlandais.
Il a terminé au rang de meilleur buteur du championnat des Pays-Bas D2 lors de la saison 1967-1968 avec 31 buts inscrits.